# Градсковски-Колиби
Градсковски-Колиби (болг. Градсковски колиби) — село в Болгарии. Находится в Видинской области, входит в общину Бойница. Население составляет 64 человека.

## Политическая ситуация
Градсковски-Колиби подчиняется непосредственно общине и не имеет своего кмета.
Кмет (мэр) общины Бойница — Анета Стойкова Генчева (Национальное движение «Симеон Второй» (НДСВ)) по результатам выборов.